# Yukinori Muramatsu
Yukinori Muramatsu (født 13. juni 1969) er en tidligere japansk fodboldspiller.
Han har spillet for flere forskellige klubber i sin karriere, herunder Urawa Reds.